# Stinttjärnen
Stinttjärnen är en sjö i Arvidsjaurs kommun i Lappland och ingår i Byskeälvens huvudavrinningsområde. Sjön har en area på 0,0634 kvadratkilometer och ligger 422,4 meter över havet. Stinttjärnen ligger i Byskeälven Natura 2000-område.

## Delavrinningsområde
Stinttjärnen ingår i det delavrinningsområde (729542-163617) som SMHI kallar för Inloppet i Vaksemjaure. Medelhöjden är 466 meter över havet och ytan är 23,13 kvadratkilometer. Det finns inga avrinningsområden uppströms utan avrinningsområdet är högsta punkten. Vepmemokbäcken som avvattnar avrinningsområdet har biflödesordning 2, vilket innebär att vattnet flödar genom totalt 2 vattendrag innan det når havet efter 172 kilometer. Avrinningsområdet består mestadels av skog (94 procent). Avrinningsområdet har 0,06 kvadratkilometer vattenytor vilket ger det en sjöprocent på 0,3 procent.